# Haemaphysalis aculeata
Haemaphysalis aculeata este o specie de căpușe din genul Haemaphysalis, familia Ixodidae, descrisă de Lavarra în anul 1904. Conform Catalogue of Life specia Haemaphysalis aculeata nu are subspecii cunoscute.